# Omicronema nidrosiense
Omicronema nidrosiense är en rundmaskart som beskrevs av Allgen 1933. Omicronema nidrosiense ingår i släktet Omicronema och familjen Monhysteridae. Inga underarter finns listade i Catalogue of Life.